# Echium tuberculatum
Echium tuberculatum é uma espécie de planta com flor pertencente à família Boraginaceae. 
A autoridade científica da espécie é Hoffmanns. & Link, tendo sido publicada em Fl. Portug. [Hoffmannsegg] 1: 183. 1811.
O seu nome comum é viperina.

## Portugal
Trata-se de uma espécie presente no território português, nomeadamente em Portugal Continental.
Em termos de naturalidade é nativa da região atrás indicada.

## Protecção
Não se encontra protegida por legislação portuguesa ou da Comunidade Europeia.